# Emir Kujović
Emir Kujović (Cirill írással: Емир Кујовић; született: 1988. június 22.) jugoszláv születésű svéd válogatott labdarúgó, aki jelenleg a Djurgårdens IF játékosa. A svéd válogatottal részt vett a 2016-os labdarúgó-Európa-bajnokságon.

## Pályafutása

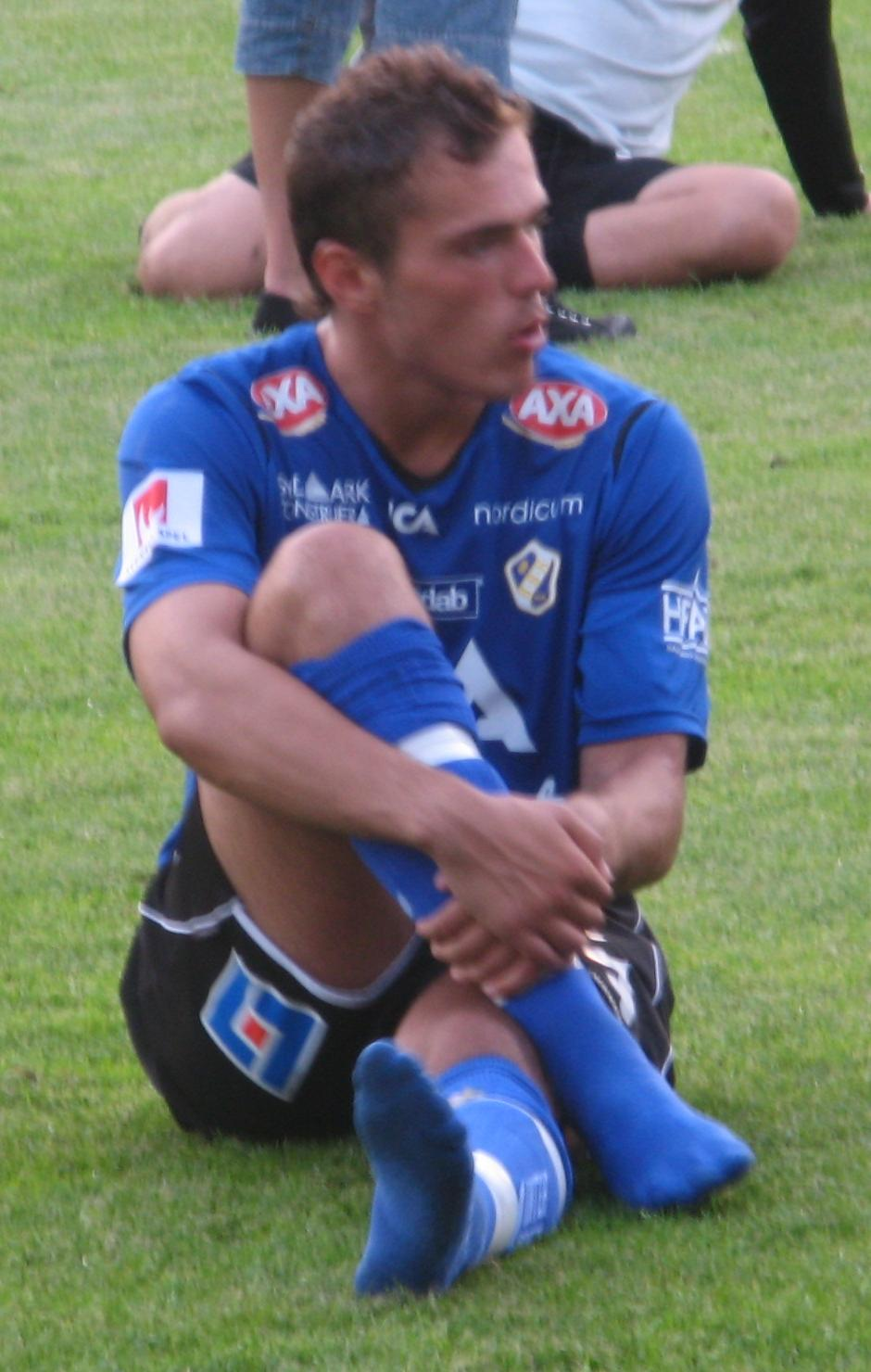
Kujovic in 2008 while at Halmstads BK.

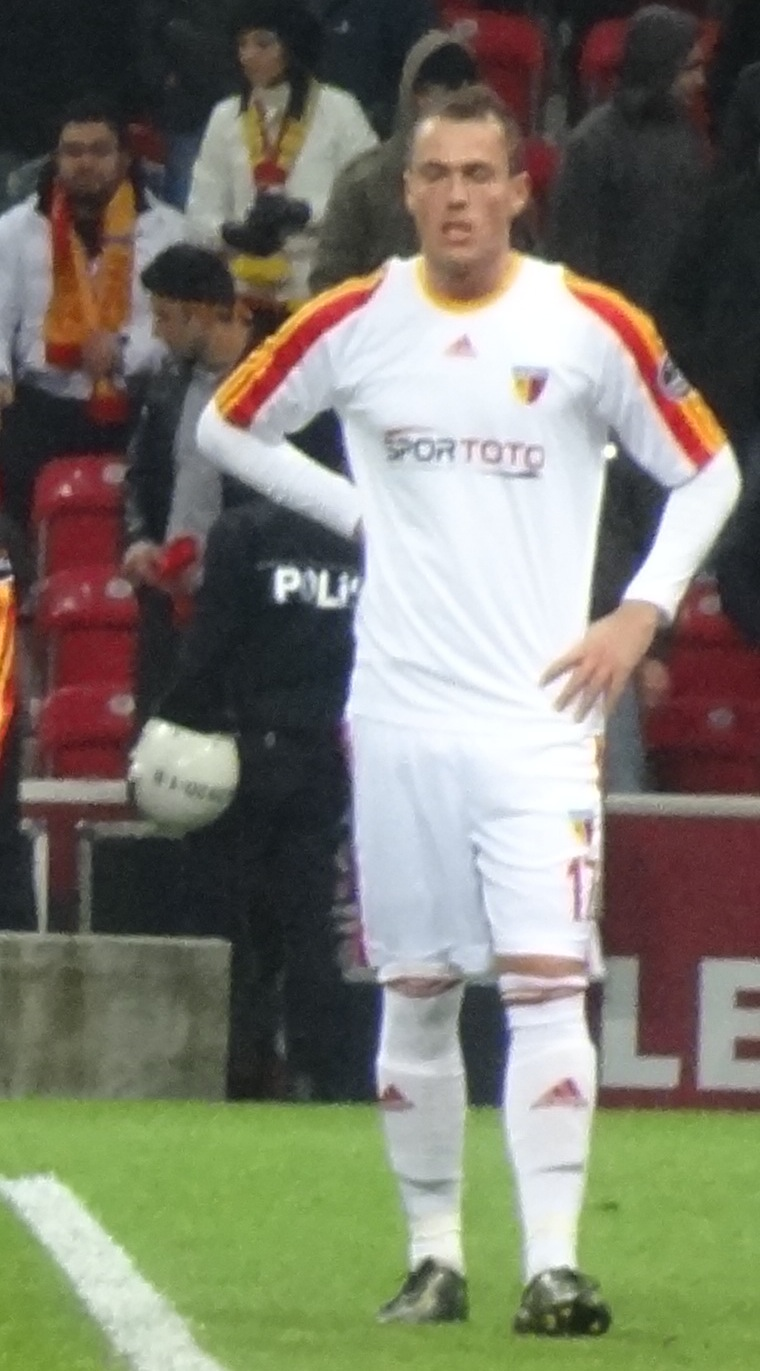
Kujovic playing for Kayserispor in 2011.

### Halmstads BK
Kujović a karrierjét a Superettanben (Svéd labdarúgó-bajnokság másodosztály) kezdte, a Landskrona BoIS nevű klubban. 2007-ben csatlakozott a Halmstads BK csapatához, de azonnal kölcsönadták a Falkenbergs FF-hez egy újabb másodosztályú évre. 2008-ban visszatért Halmstads BK csapatába és a szezon első meccsén, a Gefle IF (1-0) ellen mutatkozott be csereként.
AHalmstads BK-nál együtt játszott bátyjával Ajsel Kujović-al, aki 2006 és 2009 között szerepelt a klub színeiben.

### Kayserispor
Kujović 2010 októberében leszerződött a török Kayserispor-hoz, akikkel egy négy éves szerződést írt alá. 2011. Január 5-énlőtte első gólját a csapatban az Ankaragücü ellen. 2013-ban aztán kölcsönadták Elazığspor-nak, ahol 3 meccsen lépett pályára.

### IFK Norrköping
2013. augusztus 9-én, Kujović aláírt egy 3 és fél éves szerződést az IFK Norrköping csapatával, ahol az edzője újra az a Janne Andersson lett, a Halmstads BK előző trénere volt, mikor Kujović ott játszott. Ez volt talán pályafutása legjobb időszaka, mivel 59 meccsen 38 gólt ért el a csapat színeiben.

### Djurgårdens IF
Az IFK-s sikerek után, 2016-ban eligazolt a KAA Gent-be, ám ott peremembernek számított csupán, majd 1 év után a Fortuna Düsseldorf-hoz került, ám ott sem bizonyult sikeresnek. Így aztán hazatért és 2019. augusztus 9-én aláírt a Djurgårdens IF-hez két és fél évre.

## Nemzetközi karrier
Kujović a svéd U21-es válogatottban 2009. március 27-én debütált Belgium ellen. Aztán meghívást kapott a svéd felnőtt válogatottba a Dánia elleni EB-pótselejtezőre 2015 novemberében. Emir Kujovic a svéd válogatottal részt vett a 2016-os EB-n is. A svéd válogatottban 5 meccsen 1 gólt ért el. Az utolsó nemzetközi szereplése a Hollandia elleni 2016-os világbajnoki selejtező meccsen volt.

## Magánélete
Kujović bosnyák származású, és hithű muszlim. Ajsel Kujović labdarúgó öccse.

## Statisztika

### Nemzetközi
| Nemzeti csapat | Év       | Mérk. | Gólok |
| -------------- | -------- | ----- | ----- |
| Svédország     | 2016     | 5     | 1     |
| Összesen       | Összesen | 5     | 1     |

| No. | Dátum           | Helyszín                                              | Ellenfél   | Eredmény | Kiírás     | Forrás |
| --- | --------------- | ----------------------------------------------------- | ---------- | -------- | ---------- | ------ |
| 1   | 10 January 2016 | Armed Forces Stadium, Abu Dhabi, United Arab Emirates | Finnország | 3–0      | barátságos | [ 9 ]  |

## Eredményei
IFK Norrköping
- Allsvenskan győztes: 2015
- Svéd szuperkupa győztes: 2015

Djurgårdens IF
- Allsvenskan győztes: 2019

Egyéni
- Allsvenskan gólkirálya: 2015

## Forrás
1. ↑  KLART: Emir Kujovic till Elazigspor (svéd nyelven). fotbolltransfers.com, 2013. január 31. (Hozzáférés: 2015. május 5.)
2. ↑  Emil Eiman-Roslund, Oscar Rickstrand. „Emir Kujović till Djurgården”, Sportbladet, 2019. augusztus 13. (Hozzáférés: 2019. augusztus 13.) (svéd nyelvű)
3. ↑  „Sweden call up striker Kujovic for playoff against Denmark”, uk.reuters.com, 2015. november 6. (Hozzáférés: 2015. november 13.)
4. ↑  Sveriges EM-trupp uttagen, 2016. május 11.
5. ↑  Player Database. eu-football.info . (Hozzáférés: 2020. szeptember 19.)
6. ↑  Stråhle, Ulf: Kujovic: "Det är Gud som bestämmer allt" (svéd nyelven), 2013. március 15.
7. ↑  Möller, Lars: Fotbollsbröder öppnar servering (svéd nyelven), 2014. november 24.
8. ↑  Emir Kujovic - Spelarstatistik - Svensk fotboll (svéd nyelven). www.svenskfotboll.se. . [2022. július 21-i dátummal az eredetiből archiválva]. (Hozzáférés: 2021. június 3.)
9. ↑  Sverige - Finland - Matchfakta - Svensk fotboll (svéd nyelven). www.svenskfotboll.se . (Hozzáférés: 2021. június 3.)[halott link]